# Rahis Nabi
Rahis Nabi (Birmingham, 15 aprile 1999) è un calciatore pakistano con cittadinanza britannica, centrocampista svincolato.

## Biografia
È fratello di Samir e Adil, anche loro calciatori.

## Carriera

### Club
Ha giocato nelle giovanili del West Bromwich, del Sunderland e del Burnley; in seguito si è trasferito all'Alvechurch, club della settima serie inglese. In seguito ha giocato anche con il Redditch Utd. Nella stagione 2023-2024 gioca nel Digenīs Morphou, club della seconda divisione cipriota.

### Nazionale
Nel 2016, ha giocato tre partite con la nazionale inglese Under-17. Nel 2019, ha esordito con la nazionale pakistana, giocando da titolare le partite di qualificazioni ai Mondiali del 2022 contro la Cambogia del 6 e dell'11 giugno, concluse entrambe con delle vittorie avversarie.

## Statistiche

### Cronologia presenze e reti in nazionale
| Cronologia completa delle presenze e delle reti in nazionale ― Pakistan | Cronologia completa delle presenze e delle reti in nazionale ― Pakistan | Cronologia completa delle presenze e delle reti in nazionale ― Pakistan | Cronologia completa delle presenze e delle reti in nazionale ― Pakistan | Cronologia completa delle presenze e delle reti in nazionale ― Pakistan | Cronologia completa delle presenze e delle reti in nazionale ― Pakistan | Cronologia completa delle presenze e delle reti in nazionale ― Pakistan | Cronologia completa delle presenze e delle reti in nazionale ― Pakistan |
| Data                                                                    | Città                                                                   | In casa                                                                 | Risultato                                                               | Ospiti                                                                  | Competizione                                                            | Reti                                                                    | Note                                                                    |
| ----------------------------------------------------------------------- | ----------------------------------------------------------------------- | ----------------------------------------------------------------------- | ----------------------------------------------------------------------- | ----------------------------------------------------------------------- | ----------------------------------------------------------------------- | ----------------------------------------------------------------------- | ----------------------------------------------------------------------- |
| 6-6-2019                                                                | Phnom Penh                                                              | Cambogia                                                                | 2 – 0                                                                   | Pakistan                                                                | Qual. Mondiali 2022                                                     | -                                                                       |                                                                         |
| 11-6-2019                                                               | Doha                                                                    | Pakistan                                                                | 1 – 2                                                                   | Cambogia                                                                | Qual. Mondiali 2022                                                     | -                                                                       |                                                                         |
| 21-6-2023                                                               | Bengaluru                                                               | India                                                                   | 4 – 0                                                                   | Pakistan                                                                | SAFF Championship 2023 - 1º turno                                       | -                                                                       | 45+2’ 90+3’                                                             |
| Totale                                                                  |                                                                         | Presenze                                                                | 3                                                                       |                                                                         | Reti                                                                    | 0                                                                       |                                                                         |